# Nuza Kuchianidze
Nuza Kuchianidze, internazionalmente conosciuta come Nutsa Kukhianidze (ნუცა კუხიანიძე) (Tbilisi, 8 agosto 1983), è un'attrice georgiana, nata quando la Georgia era ancora una Repubblica Sovietica.
Debutta a 17 anni nel 2000 in 27 baci perduti di Nana Džordžadze. Successivamente la popolarità acquisita le permette di recitare in Triplo gioco di Neil Jordan. Tuttavia la giovane attrice, nonostante l'exploit internazionale, rimane fedele al cinema natio e nel 2012 viene diretta da Zaza Urushadze in The Guardian.

## Filmografia completa
- Ara, megobaro, di Giorgi Mgeladze (1998) -cortometraggio-
- 27 baci perduti (27 Missing Kisses), di Nana Djordjadze (2000)
- Triplo gioco (The Good Thief), di Neil Jordan (2002)
- Mathilde, di Nina Mimica (2004)
- Gaseirneba Karabaghshi, di Levan Tutberidze (2005)
- Dirty Work, di Bruce Terris (2006)
- Mediator, di Dito Tsintsadze (2008)
- Konpliktis zona, di Vano Burduli (2009)
- Tbilisuri Love Story, registi vari (2009)
- Dabadebulebi Saqartveloshi, di Tako Shavgulidze (2011)
- Bolo Gaseirneba, di Zaza Urushadze (2012)
- Tbilisi, I Love You, registi vari (2014)
- MR. M, di Nick Agiashvili (2014) -cortometraggio-